# Tadeusz Sudnik
Tadeusz Sudnik (ur. 6 grudnia 1955) – polski reżyser dźwięku, performer, kompozytor, założyciel Studia Dźwięków Niemożliwych.
Pracował w Studio Eksperymentalnym Polskiego Radia, nagrywał muzykę filmową i baletową, elektroniczną, teatralną i etniczną. Pracował dla festiwalu muzyki współczesnej Warszawska Jesień i dla PTMW. Projektował dźwięk dla Double Opera HEARTPIECE wystawianej w Teatrze Małym w Warszawie w ramach Warszawskiej Jesieni i w galerii The Kitchen w Nowym Yorku. Nagrywał z Freelectronic Tomasza Stańki. Współpracował także z kompozytorem i pianistą Andrzejem Bieżanem i kompozytorami Krzysztofem Knittlem i Mieczysławem Litwińskim współtworząc grupy: Cytula Tyfun da Bamba Orkiester i Niezależne Studio Muzyki Elektroakustycznej. Od 2001 jest członkiem grupy Kawalerowie Błotni – wraz z Jerzym Kornowiczem, Mieczysławem Litwińskim, Ryszardem Lateckim, Krzysztofem Knittlem i Tadeuszem Wieleckim – łączącej tradycję free-jazzową z komponowaniem i działaniami intuicyjnymi w nietypowych miejscach: lasach, na łąkach.
Współpracował z Tomaszem Stańką, Dom Um Romao z zespołu Weather Report, Sonnym Sharrockiem, Garym Thomasem (współpracownikiem Milesa Davisa i Johna McLaughlina), Adrianem Mearsem, Peterem Gigerem, Apostolisem Anthimosem, Andrzejem Mitanem, Januszem Skowronem, Michałem Miśkiewiczem, Helmutem Nadolskim, Włodzimierzem Kiniorskim, Jakubem Sienkiewiczem, Aleksandrem Koreckim, Andrzejem Przybielskim, Adamem Pierończykiem, Krzysztofem Knittlem, Mieczysławem Litwińskim, Zdzisławem Piernikiem.
Jego zainteresowania skupiają się na syntezatorach analogowych, elektronicznych urządzeniach przekształcających dźwięki natury.

## Wybrane prace
Kompozycje
- Muzyka dla Teatru Wielkiego do spektaklu baletowego Pejzaż Nocą (1995)
- Wielkie dusze, małe cuda – film dokumentalny (1997)
- Tombakowanie – film dokumentalny (2007)

Realizator nagrań – dyskografia i filmografia
- Dotyk Chmur – Władysław Komendarek (1987)
- Freelectronic – Tomasz Stańko (1987)
- Switzerland – Tomasz Stańko (1988)
- Stół Pański „Gadające drzewo” (1997)
- Pükapök – Volapük (1999)
- Amusos – Adam Pierończyk (2003)
- Kamienna cisza – film dokumentalny (2007)

Wykonawca – dyskografia i filmografia
- Deja vu – film Józefa Piwkowskiego – wykonanie muzyki (1988)
- Wewnętrzna moc – muzyka, wykonanie muzyki, opracowanie dźwięku (2005)[3][4]
- The Best Of Polish Smooth Jazz vol. 3 cd 1 – Tadeusz Sudnik & His Friends In Art, Polonia Records, 2006